# Wettges
Wettges ist ein Ortsteil der Gemeinde Birstein im hessischen Main-Kinzig-Kreis.

## Geographie
Der Ort liegt im unteren Vogelsberg nordöstlich von Birstein. Entlang des Ortes verlief die 1967 stillgelegte Vogelsberger Südbahn, auf deren Trasse der Vogelsberger Südbahnradweg gebaut wurde.

## Geschichte

### Ortsgeschichte
Die älteste bekannte Erwähnung von Wettges erfolgte im Jahr 1551 unter dem Namen „Wetges“.
Das Dorf kam 1816 nach dem Wiener Kongress vom Fürstentum Isenburg-Birstein zum Kurfürstentum Hessen und mit der preußischen Annexion Kurhessens 1866 an Preußen.
Im Jahre 1939 gehörte der Ort zum Landkreis Gelnhausen und hatte 112 Einwohner.
Im Zuge der Gebietsreform in Hessen fusionierten zum 1. Juli 1971 die bis dahin selbständigen Gemeinden Lichenroth, Mauswinkel, Wüstwillenroth, Wettges und Völzberg freiwillig zur neuen Gemeinde Oberland. Bereits im Mai 1972 wurde von Seiten der hessischen Landesregierung ein Anhörungsverfahren eingeleitet mit dem Ziel, den Zusammenschluss der bisherigen Gemeinden Birstein (mit Ortsteilen), Katholisch-Willenroth und Oberland zu einer neuen Großgemeinde herbeizuführen. Die Eingliederung der Gemeinde Oberland in die Gemeinde Birstein erfolgte schließlich kraft Landesgesetz mit Wirkung vom 1. Juli 1974. Für Wettges, wie für alle eingegliederten ehemals eigenständigen Gemeinden von Birstein, wurde ein Ortsbezirk gebildet.

### Verwaltungsgeschichte im Überblick
Die folgende Liste zeigt die Staaten und Verwaltungseinheiten, denen Wettges angehört(e):
- vor 1806: Heiliges Römisches Reich, Fürstentum Isenburg-Birstein, Gericht Reichenbach (oder Birstein)
- ab 1806: Fürstentum Isenburg (Rheinbund),[Anm. 2] Gericht Reichenbach oder Birstein
- ab 1813: Generalgouvernement Frankfurt,[Anm. 3] Gericht Reichenbach
- ab 1815: Kaisertum Österreich,[Anm. 4] Gericht Reichenbach
- ab 1816: Kurfürstentum Hessen,[Anm. 5] Amt Wenings, Gericht Reichenbach
- ab 1821: Kurfürstentum Hessen, Kreis Salmünster[Anm. 6]
- ab 1830: Kurfürstentum Hessen, Kreis Gelnhausen
- ab 1848: Kurfürstentum Hessen, Bezirk Hanau
- ab 1851: Kurfürstentum Hessen, Kreis Gelnhausen
- ab 1867: Königreich Preußen,[Anm. 7] Provinz Hessen-Nassau, Regierungsbezirk Kassel, Kreis Gelnhausen
- ab 1871: Deutsches Reich, Königreich Preußen, Provinz Hessen-Nassau, Regierungsbezirk Kassel, Kreis Gelnhausen
- ab 1918: Deutsches Reich,[Anm. 8] Freistaat Preußen, Provinz Hessen-Nassau, Regierungsbezirk Kassel, Kreis Gelnhausen
- ab 1944: Deutsches Reich, Freistaat Preußen, Provinz Kurhessen, Landkreis Gelnhausen
- ab 1945: Amerikanische Besatzungszone,[Anm. 9] Groß-Hessen, Regierungsbezirk Wiesbaden, Landkreis Gelnhausen
- ab 1946: Amerikanische Besatzungszone, Hessen, Regierungsbezirk Wiesbaden, Landkreis Gelnhausen
- ab 1949: Bundesrepublik Deutschland, Hessen, Regierungsbezirk Wiesbaden, Landkreis Gelnhausen
- ab 1968: Bundesrepublik Deutschland, Hessen, Regierungsbezirk Darmstadt, Landkreis Gelnhausen
- ab 1971: Bundesrepublik Deutschland, Land Hessen, Regierungsbezirk Darmstadt, Landkreis Gelnhausen, Gemeinde Oberland
- ab 1974: Bundesrepublik Deutschland, Land Hessen, Regierungsbezirk Darmstadt, Main-Kinzig-Kreis, Gemeinde Birstein

## Bevölkerung
Einwohnerstruktur 2011
Nach den Erhebungen des Zensus 2011 lebten am Stichtag dem 9. Mai 2011 in Wettges 93 Einwohner. Darunter waren keine Ausländer. Nach dem Lebensalter waren 12 Einwohner unter 18 Jahren, 30 zwischen 18 und 49, 30 zwischen 50 und 64 und 24 Einwohner waren älter. Die Einwohner lebten in 39 Haushalten. Davon waren 6 Singlehaushalte, 15 Paare ohne Kinder und 15 Paare mit Kindern, sowie 6 Alleinerziehende und keine Wohngemeinschaften. In 9 Haushalten lebten ausschließlich Senioren und in 18 Haushaltungen lebten keine Senioren.
Einwohnerentwicklung
- 1606: 15 Haushaltungen[1]
- 1766: 15 Haushaltungen[1]

| Wettges: Einwohnerzahlen von 1834 bis 2023 | Wettges: Einwohnerzahlen von 1834 bis 2023 | Wettges: Einwohnerzahlen von 1834 bis 2023 | Wettges: Einwohnerzahlen von 1834 bis 2023 | Wettges: Einwohnerzahlen von 1834 bis 2023 |
| --- | ------------------------------------------ | ------------------------------------------ | ------------------------------------------ | ------------------------------------------ |
| Jahr |                                            |                                            |                                            | Einwohner                                  |
| 1834 | 1834                                       |                                            | 111                                        | 111                                        |
| 1840 | 1840                                       |                                            | 126                                        | 126                                        |
| 1846 | 1846                                       |                                            | 136                                        | 136                                        |
| 1852 | 1852                                       |                                            | 122                                        | 122                                        |
| 1858 | 1858                                       |                                            | 112                                        | 112                                        |
| 1864 | 1864                                       |                                            | 120                                        | 120                                        |
| 1871 | 1871                                       |                                            | 118                                        | 118                                        |
| 1875 | 1875                                       |                                            | 126                                        | 126                                        |
| 1885 | 1885                                       |                                            | 135                                        | 135                                        |
| 1895 | 1895                                       |                                            | 125                                        | 125                                        |
| 1905 | 1905                                       |                                            | 120                                        | 120                                        |
| 1910 | 1910                                       |                                            | 118                                        | 118                                        |
| 1925 | 1925                                       |                                            | 110                                        | 110                                        |
| 1939 | 1939                                       |                                            | 112                                        | 112                                        |
| 1946 | 1946                                       |                                            | 152                                        | 152                                        |
| 1950 | 1950                                       |                                            | 148                                        | 148                                        |
| 1956 | 1956                                       |                                            | 127                                        | 127                                        |
| 1961 | 1961                                       |                                            | 106                                        | 106                                        |
| 1967 | 1967                                       |                                            | 110                                        | 110                                        |
| 1970 | 1970                                       |                                            | 97                                         | 97                                         |
| 1980 | 1980                                       |                                            | ?                                          | ?                                          |
| 1990 | 1990                                       |                                            | ?                                          | ?                                          |
| 2000 | 2000                                       |                                            | ?                                          | ?                                          |
| 2011 | 2011                                       |                                            | 93                                         | 93                                         |
| 2023 | 2023                                       |                                            | 74                                         | 74                                         |
| Datenquelle: Historisches Gemeindeverzeichnis für Hessen: Die Bevölkerung der Gemeinden 1834 bis 1967. Wiesbaden: Hessisches Statistisches Landesamt, 1968. Weitere Quellen: LAGIS; Gemeinde Birstein; Zensus 2011 |                                            |                                            |                                            |                                            |

 Historische Religionszugehörigkeit
| • 1885: | 135 evangelische (= 100 %) Einwohner                            |
| • 1961: | 98 evangelische (= 92,45 %), 8 katholische (= 7,55 %) Einwohner |

## Politik
Für Wettges besteht ein Ortsbezirk (Gebiete der ehemaligen Gemeinde Wettges) mit Ortsbeirat und Ortsvorsteher nach der Hessischen Gemeindeordnung.
Der Ortsbeirat besteht aus fünf Mitgliedern. Bei den Kommunalwahlen in Hessen 2021 betrug die Wahlbeteiligung zum Ortsbeirat 62,0 %. Alle Kandidaten gehörten der „Bürgerlisteliste Wettges“ an. Der Ortsbeirat wählte Jasmin Nief zur Ortsvorsteherin.

## Kulturdenkmäler
Siehe: Liste der Kulturdenkmäler in Birstein-Wettges

## Vereine
- Deutscher Bund für Vogelschutz
- Freiwillige Feuerwehr Wettges
- Jagdgenossenschaft Wettges/Wüstwillenroth
- Landfrauenverein Wettges